# 清閑寺

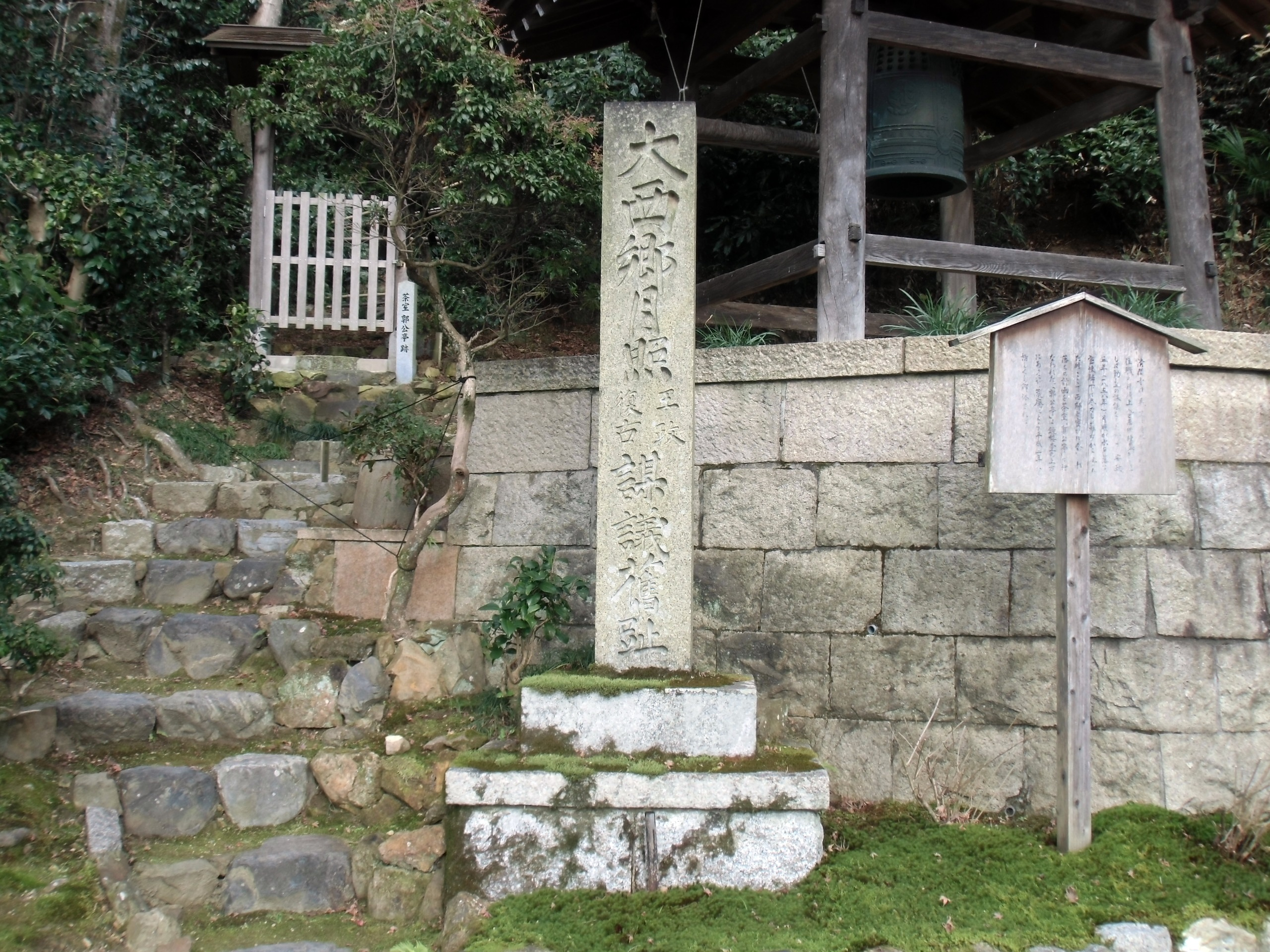
鐘楼前の「大西郷月照王政復古謀議舊趾」と彫られた石碑

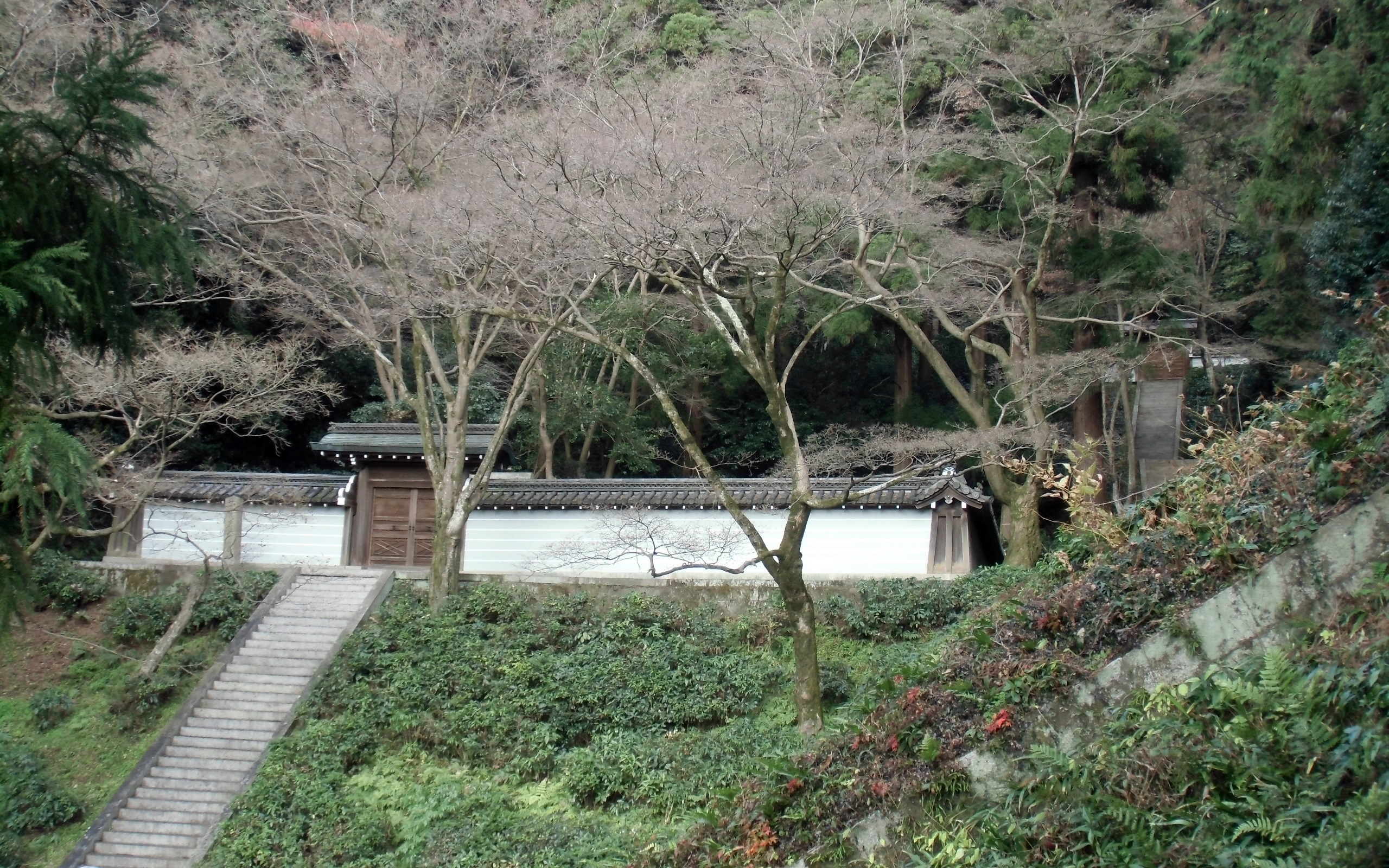
高倉天皇陵（左側）及び六條天皇陵（右側後方）

清閑寺（せいかんじ、旧字体：淸閑寺）は、京都市東山区清閑寺歌ノ中山町にある真言宗智山派の寺院。山号は歌中山。本尊は十一面千手観音。『平家物語』の悲恋で知られる高倉天皇と小督局ゆかりの寺院である。

## 歴史
寺伝によると延暦21年（802年）に天台宗の寺として比叡山の紹継法師によって創建されたが後に荒廃した。一條天皇の時代（986年 - 1011年）に播磨守・佐伯公行が鎮護国家の道場として再興し、法華三昧堂、宝塔、山神堂などを建立し、菅原道真作と伝わる十一面千手観音を本尊に安置して「清閑寺」と号した。
なお、『伊呂波字類抄』、『拾芥抄』、『雍州府志』では佐伯公行の創建と記し、『後法興院記』では桓武天皇の建立とする。
長徳2年（996年）に一條天皇により勅願寺に列せられ、清閑寺法華堂の名の下、天台宗の寺院として維持されていたが、大治4年（1129年）10月14日に火災で焼失し、その後再建される。
平安時代の末期には、高倉天皇の寵愛を受けた小督局が平清盛の怒りに触れて当寺で出家させられている。
安元2年（1176年）に六條上皇が崩御すると清閑寺内に葬られ、続いて治承5年（1181年）に高倉上皇も崩御すると、同じく清閑寺内に葬られた。
建永元年（1206年）に堂宇が修造・改築されている。
鎌倉時代後期には後の東寺二ノ長者・道我僧正、南北朝時代には東寺長者21世・賢俊僧正が住持しており、この頃までに天台宗から真言宗に宗旨替えをしたとされる。最盛期の寺域は東西5町・南北6町と広く、隣接している清水寺と並ぶほどの大寺院だった。法相宗興福寺派（南都）の清水寺と天台宗（北嶺）の末寺だった清閑寺とは寺領の境界争い（境相論）による衝突が生じており、『皇帝紀抄』建暦3年（1213年）8月3日條、『吾妻鏡』同年8月14日條には、清閑寺領内に清水寺の法師がが堂宇を建立したため、延暦寺の衆徒百余人が清水寺を焼き払うため長楽寺に集会した旨の記述があり、翌建保2年（1214年）8月13日の裁定により、その地を清水寺の所領とする代わりに同年12月20日に清水寺の前執行・法橋快玄が還俗させられて佐渡国に配流されている。なお東山区には「清閑寺」を冠する町名（旧愛宕郡清閑寺村）が幾つか存在するが、地名は清閑寺に由来し、かつては全村が清閑寺の境内地だったが、中世、寺運の衰退により分轄されている。
南北朝時代の建武3年（1336年）6月8日、足利尊氏が清閑寺執行及び衆徒に対して新田義貞の軍勢を誅伐するため、京都の東の入口である久々目路（渋谷街道）と阿弥陀峯（阿弥陀ヶ峰）を警固するよう命じるなど、かなりの勢力を誇っていた。尊氏自身も観応2年（1351年）1月16日に当寺で天下泰平武運長久を祈願し、文和4年（1355年）2月18日と4月26日の両日、遊びに訪れている。室町時代には当寺の塔頭である法華堂、大勝院、南地院が醍醐寺に属したほか、三宝院僧正山荘も寺領内に存在した。
東山山中に威容を誇った清閑寺も、応仁2年（1468年）8月7日に応仁の乱に巻き込まれ、清水山に布陣する西軍によって堂舎が破却されて荒廃した。その後、慶長年間（1596年 - 1615年）に根来寺の性盛法師（後の長谷寺2世化主）により再興されて本堂が再建され、享保15年（1730年）には鐘楼が再建されている。なお、江戸時代は因幡堂平等寺の兼帯寺だった。
明治維新後の明治4年（1871年）、社寺領上知令（明治4年1月5日太政官布告）によって寺領の大部分が上地として官有地に編入され寺運は著しく衰退し、明治34年（1901年）には鎮守社の山王神社が清閑寺から独立し、東山区清閑寺池田町に移転している。
昭和初期に境内の整備が行われて現在に至る。

## 境内
高倉天皇の寵愛を受けた小督局は、平清盛の怒りに触れて当寺で出家させられた。境内には小督局を供養する宝篋印塔があるほか、高倉天皇陵内にも小督局の墓と伝える宝篋印塔が存在する。鐘楼の上方にあった茶室「郭公亭」は、幕末の安政5年（1858年）に西郷隆盛と清水寺成就院住職の月照上人が密談した場所だった。昭和初期には改修も行われたが腐食による老朽化が進んだため、平成3年（1991年）7月に解体された。鐘楼前には「大西郷月照王政復古謀議舊趾」と彫られた石碑が建っている。
成田山不動尊主監が清閑寺住職を兼ねており、本堂裏に不動明王像が安置されている。
このほか、清閑寺住僧・宗伯が開窯した清閑寺焼（古清水）に関して「清閑寺窯発祥の地」の駒札が境内南東に立っている。
- 本堂 - 慶長年間（1596年 - 1615年）に根来寺の性盛法師により再建。本尊は毎年8月の第2日曜日に特別公開される。
- 庫裏
- 鐘楼 - 享保15年（1730年）に再建。
- 山門
- 要石 - 前庭には巨石の一部が露出しているが、ここから扇を開いたように京都市街が眺望でき、扇の要の位置に当たることから「要石」と呼ばれている。現在は玉垣に囲われて四隅に御幣が立てられており、「誓いを立てると願いが叶う」とされる信仰の対象になっている。

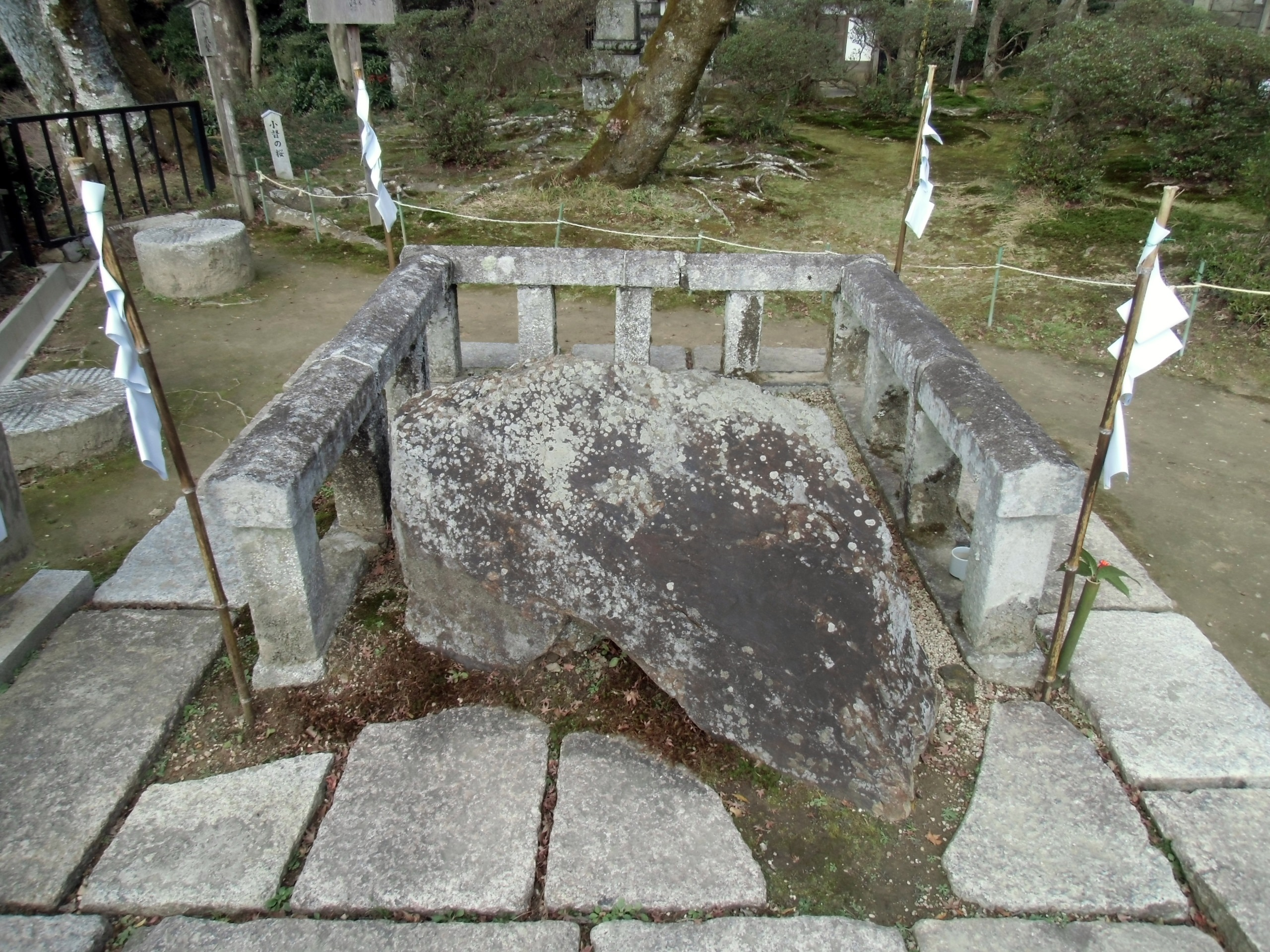
境内にある要石
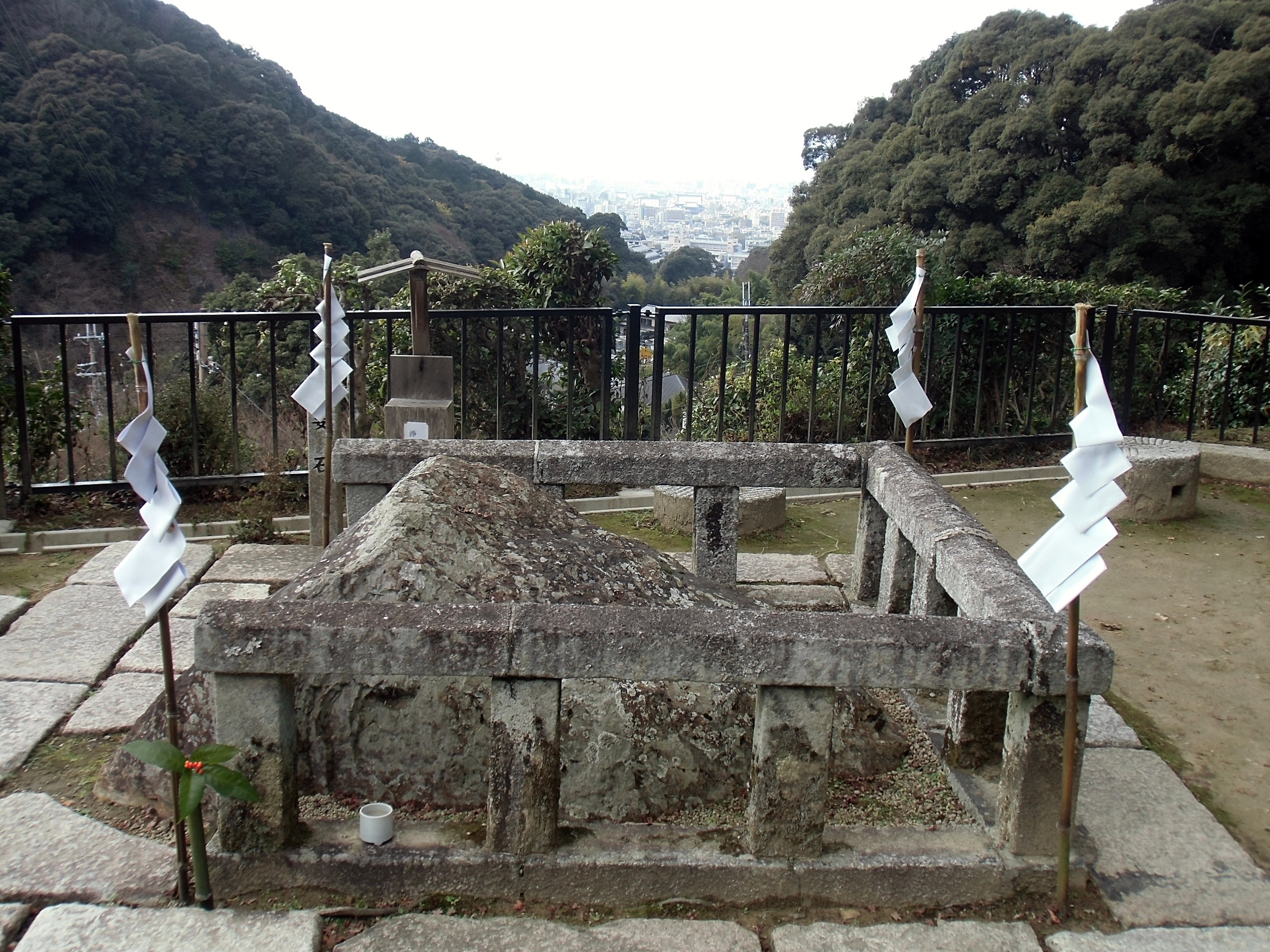
要石から京都市街を望む

## 歌中山
清閑寺の山号にも使われている「歌中山（歌の中山）」は、現在は清水寺の音羽の滝から南へ向かい、清閑寺に至る山路を指している。地名は清閑寺の真燕僧都が門前で美女を見かけ、俗念を起こして清水までの道程を尋ねたところ、美女が「見るにだにまよふ心のはかなくてまことの道をいかでしるべき」と歌を返して姿を消し、詠まれた場所が当地であったという寺伝による。なお、『源平盛衰記』巻二「額打論附山僧焼清水寺並会稽山事」に「清閑寺、歌中山まで責寄たり」とあり、古くから使われている地名だが、『山州名跡志』では不詳と記し、清閑寺山（清水山南稜）或いはその西側の妙龍寺（法華寺）の地とする。また、平安時代から応仁の乱頃までの京都を描いた『中古京師内外地圖』（森幸安作図）では、清水山と山路を挟んだ西側の山を「歌中山」と記している。
清閑寺山を含む周囲一帯は「古都における歴史的風土の保存に関する特別措置法」（古都保存法：昭和41年法律第1号）による「東山歴史的風土保存区域」及び「清水歴史的風土特別保存地区」に指定され、山林は高台寺山国有林として林野庁近畿中国森林管理局京都大阪森林管理事務所が管理している。なお、六條天皇陵・高倉天皇陵の兆域は、国有財産たる皇室用財産（陵墓）として宮内庁書陵部月輪陵墓監区事務所が管理している。

## 天皇陵

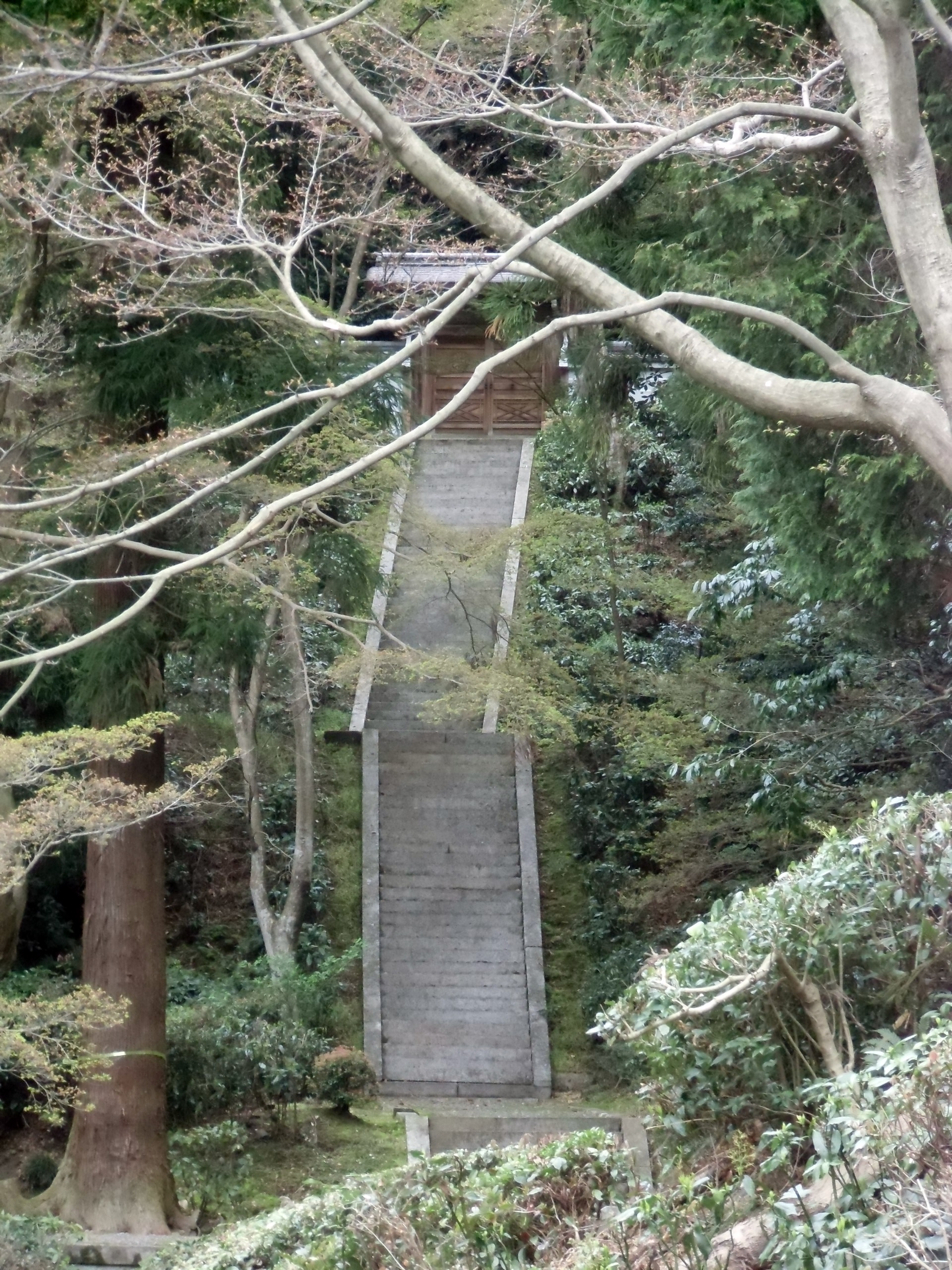
六條天皇清閑寺陵（2016年4月）

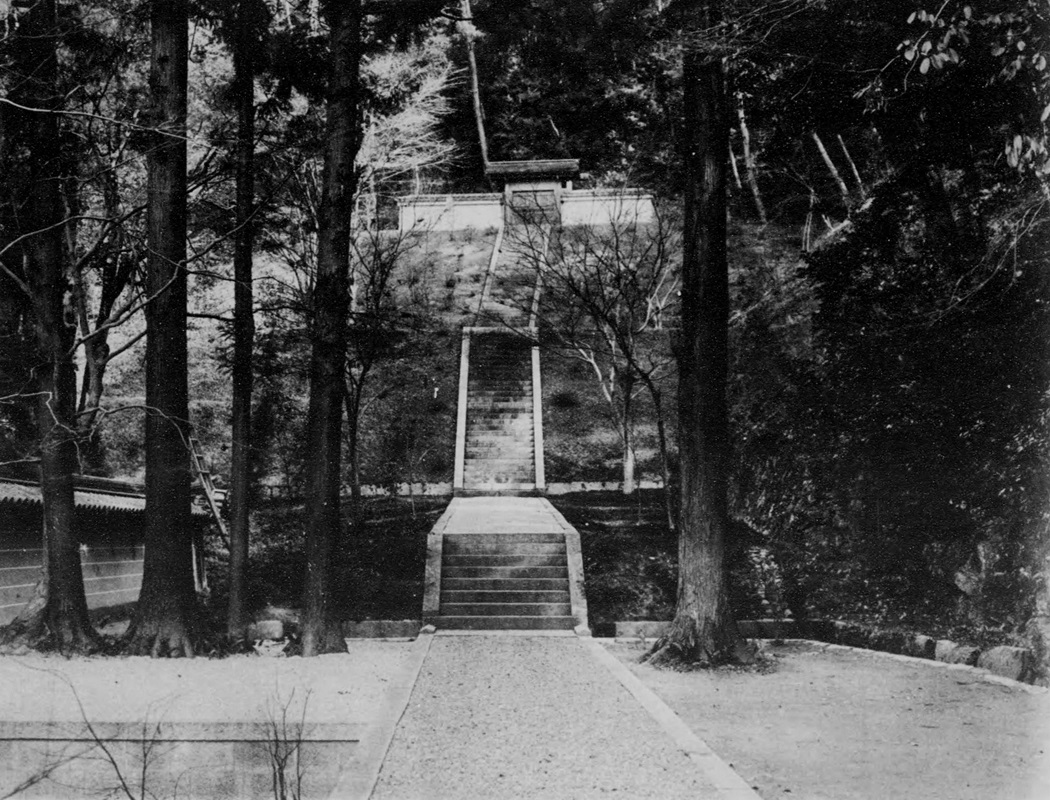
六條天皇清閑寺陵（1921年以前）

清閑寺の旧境内である清水山南稜・清閑寺山の中腹に六條天皇清閑寺陵（せいかんじのみささぎ）、高倉天皇後清閑寺陵（のちのせいかんじのみささぎ）がある。両陵の兆域面積は9889.44m²、周囲215間（約390.9m）、手前が高倉天皇後清閑寺陵、後方上段が六條天皇清閑寺陵。両陵共に土塀に囲われて正面に檜皮葺平唐門を有しており、陵内を望む事はできない。兆域は南南西方向に開けた長方形状の谷間に位置するので、拝所も含めて両陵とも南南西を正面としている。また、兆域全体は金網状のフェンスで囲われている。

### 清閑寺陵
山腹に4箇所ある平坦地の最上段（標高160m付近）に位置しており、宮内庁による公式形式は円丘。『聖光録』には南面の円墳と記す。拝所（標高137m付近）東側の石段を上り、高倉天皇陵脇の参道を通り、更に3つの石段を上った部分が平坦地（東西26m、南北16m、左下を欠いた長方形状）になっており、直径7mの円丘を中央に、間口12m、奥行10m余の南南西に面する方形に土塀を巡らし、石段の突き当たりに位置する南面中央に平唐門が設けられている。
安元2年（1176年）7月17日、六條院（六條上皇）が清閑寺境内にあった邦綱卿東山亭（中納言藤原邦綱の邸宅）で崩御すると、同22日に清閑寺小堂に葬られた。後に小堂は失われて所在も不明となり、江戸幕府の元禄・享保の諸陵調書でも、清閑寺境内に高倉天皇陵所はあるが、六條天皇陵所は不明とした。
谷森善臣が著した『山陵考』には「清閑寺の山の高倉院御陵の北後三壇許上のかた竹林のうちに、北南六十丈許西東百八十丈許の間平坦なる地あり」「土人法華堂とよふ」と記され、高倉天皇陵の北側後方・三段上の竹林内に地元民が「法華堂」と通称する平坦地があり、この山麓に代々住む猟師から、その竹薮で長さ5・6寸の腐食した鉄釘と屋根瓦の破片、蝋の塊を掘り出したと聞いた谷森は、この場所が「法華堂」旧趾で六條院を土葬した御堂跡と推定した。文久の修陵では当所を考定して修補を行い、竹薮に覆われた平坦地を切り開き、中央に小さく方形区画が造られて山陵本体に擬され、冂の字状に土塀を設けて南側に鳥居を築いた。また、竹薮に覆われた南斜面は階段状に整地されて参道が造られ、一段下の平坦地も切り開かれて拝所が設けられた。修陵期間は文久3年（1863年）9月から12月の4ヶ月間、費用は878両とされる。
明治28年（1895年）10月、清閑寺陵の修理起工のため、奉告勅使として掌典・岩倉具綱を参向させて起工奉告祭が行われた。陵内の再修理では円丘の陵墓を修造、鳥居を木製から石造に変更し、土塀も方形に改修して南面に平唐門を設け、明治29年（1896年）12月に竣工、修理竣工奉告勅使として掌典・粟津職綱を参向させて竣工奉告祭が行われた。
なお、津久井清影（平塚瓢斎）が著した『首註陵墓一隅抄』では「或云今称二高倉帝ノ陵ト一所即小堂ノ跡ニメ而此帝ノ陵也」と現在の高倉天皇陵が小堂の跡で六條天皇陵であると記している。

### 後清閑寺陵

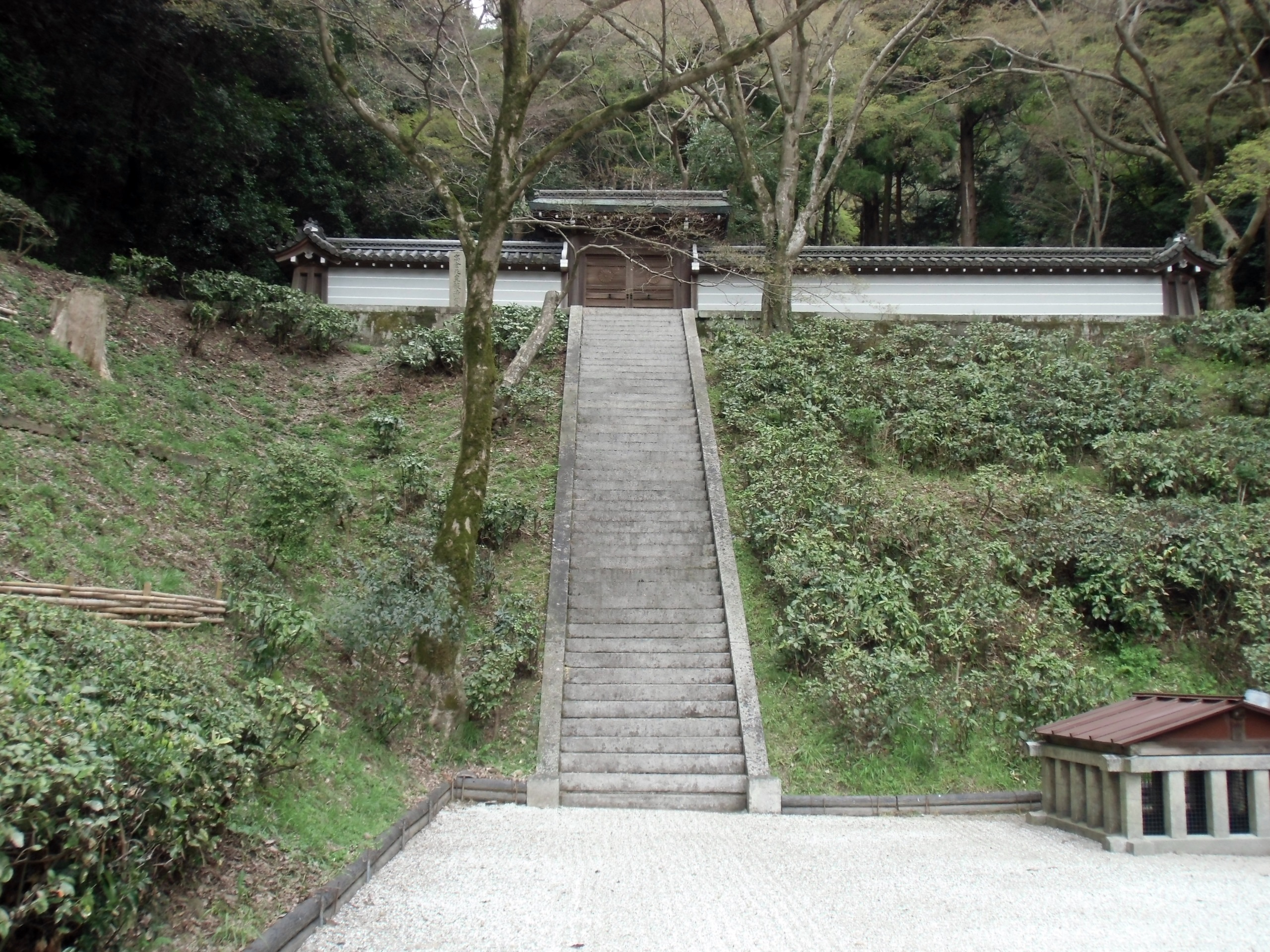
高倉天皇後清閑寺陵（2016年4月）

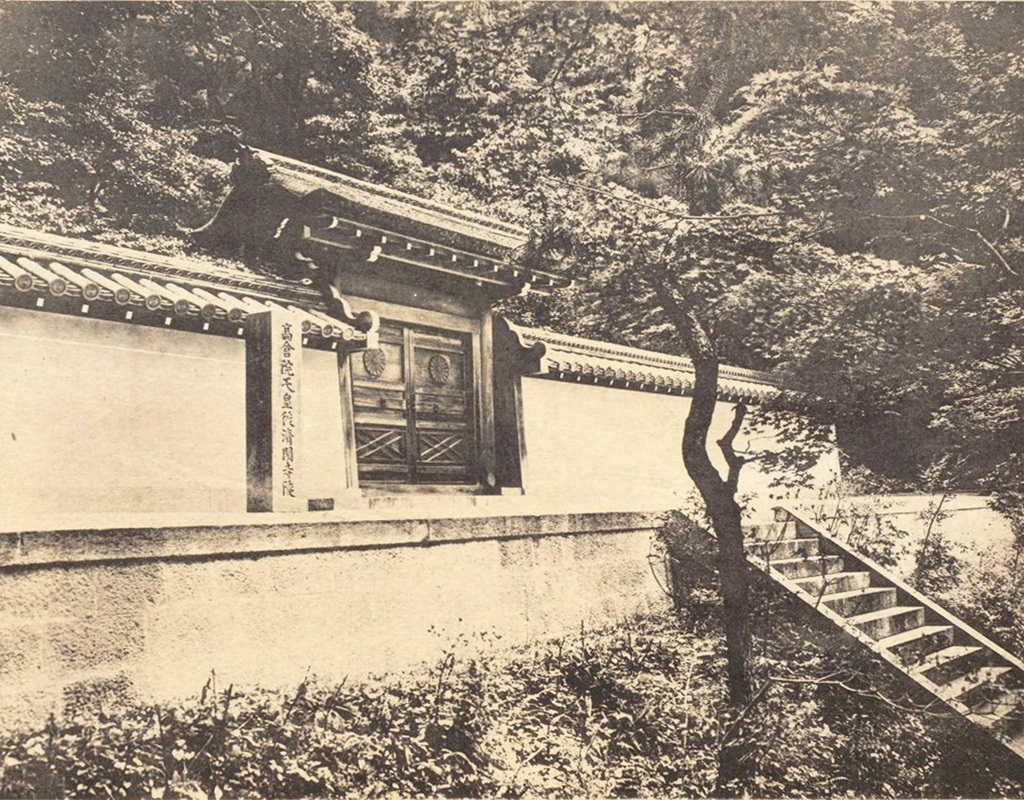
高倉天皇後清閑寺陵（1921年以前）

山腹に4箇所ある平坦地の最下段（標高145m付近）に位置しており、宮内庁上の形式は方丘。拝所（標高137m付近）から47段ある石段を上った部分が平坦地（東西24m、南北21m）になっており、間口20m、奥行15mの南南西に面する方形に土塀を巡らし、石段の突き当たりに位置する南側に平唐門が設けられている。現陵は陵域の中央西寄りにあり、一辺4.5m、高さ0.5mの方形の土壇で、法華堂の基壇の一部の遺構である可能性が高いとされる。『聖光録』には、高倉院陵は高さ2尺（約60cm）、2間半（約4.5m）四方、上方に樫の大樹があり、陵側の宝篋印塔は小督の墓と謂うと記している。
治承5年（1181年）1月14日、高倉院（高倉上皇）が六波羅池殿で崩御した際、遺詔により同日夜に清閑寺の小堂へ遷されて殯が行われ、東山山麓の火葬所で火葬された後、法華堂に葬られた。文献には高倉院法華堂、清閑寺法華堂等とも記され、高倉院法華堂には所領が与えられ、供僧を任命して守陵祭祀を行わせていた。後に法華堂は失われたが、寺僧による祭祀は継続されており、元禄の諸陵探索でも所在が明白で、幕末は聖護院宮の管理下にあった。
かつては木柵で囲われて東側に土塀と棟門が設けられ、参道は清閑寺寄りに山道が設けられていた。文久の修陵で、基壇の周囲に石柵を設けて南に石門を配し、元の柵を撤去して土塀で囲われた。また、竹林だった南斜面が切り開かれ、新たに石段と参道が設けられている。修陵期間は文久3年（1863年）9月から12月の4ヶ月間、費用は772両とされる。明治29年（1896年）12月、六條天皇清閑寺陵と区別して現陵号が設定された。

## 鎮守社
『山州名跡志』では、清閑寺が当初は天台宗に属していたので鎮守社として山王神社が山門内に勧請されていたと記す。『京都御役所向大概覚書』の「氏子境」には「南ハ妙法院御門跡領山限、北ハ清閑寺領限、東ハ山科花山村限、西ハ大仏境内渋谷町限」とあり、清閑寺村全域の産土神だったとする。明治34年（1901年）に清閑寺から独立し、渋谷街道沿いの現在地（京都市東山区清閑寺池田町）へ遷座している。旧社格（近代社格制度）は村社。
　

## 周辺
- 清水寺、清水山（音羽山）
- 豊国神社、豊国廟
- 東海道（国道1号五条バイパス）
- 東山ドライブウェイ
- 渋谷街道、花山隧道
- 東本願寺東山浄苑

## 交通
- 京阪バス（四条山科醍醐線・五条坂経由）「清閑寺山ノ内町」バス停留所下車、徒歩約5分
- 清水寺の南門通用口から「歌の中山」経由、徒歩約10分